# Marius Berliet
Marius Berliet, celým jménem Marius Maximin François Joseph Berliet (21. ledna 1866, Lyon – 17. dubna 1949, Cannes), byl francouzský automobilový konstruktér, zakladatel firmy Berliet.
Svou firmu založil nejprve jako malou dílnu v roce 1899 v Brotteaux poblíž Lyonu, ačkoliv první pokusy se stavbou automobilu už prováděl v roce 1894. Od té doby vyrobil několik vozů s jednoválcovými motory. Od roku 1900 následovaly vozy s dvouválcovými motory o výkonu 12 koní. Firma rychle expandovala a o dva roky později převzal Marius Berliet továrnu firmy Audibert & Lavirotte, vyrábějící automobily v Lyonu od roku 1894. V roce 1906 vyrobila firma Berliet první nákladní automobil.

### Externí odkazy

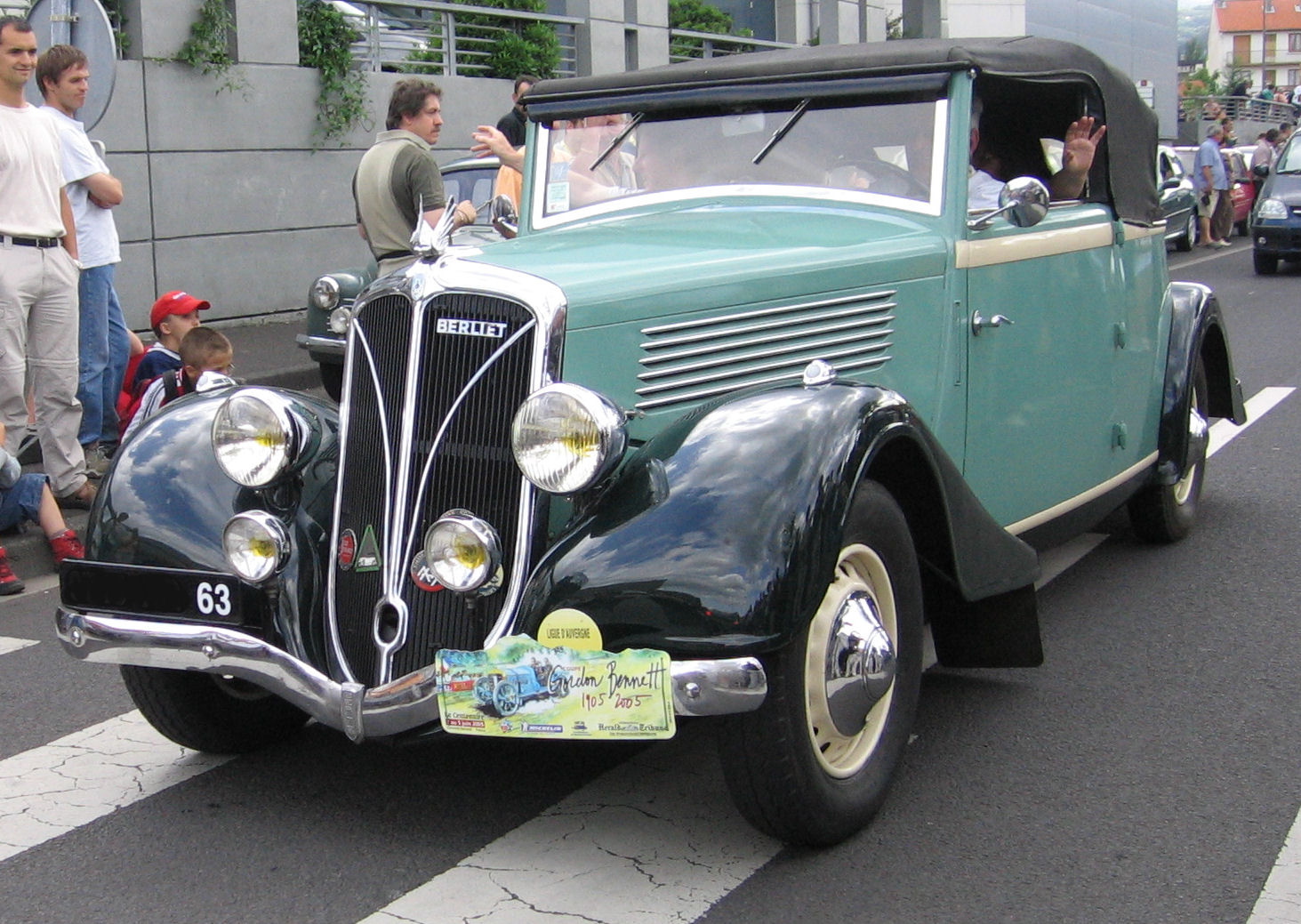
Vůz Berliet